# Hobro Idræts Klub 2015-2016
Questa voce raccoglie le informazioni riguardanti l'Hobro Idræts Klub nelle competizioni ufficiali della stagione 2015-2016.

## Stagione
A seguito della salvezza dell'anno precedente, l'Hobro ha affrontato il secondo campionato in Superligaen della sua storia. In data 16 ottobre 2015, la società ha comunicato che l'allenatore Jonas Dal avrebbe lasciato la squadra al termine del contratto, in scadenza alla fine della stagione, per diventare il nuovo tecnico dell'Esbjerg. Nei giorni immediatamente successivi, Hobro ed Esbjerg hanno cominciato dei negoziati affinché Dal diventasse subito il nuovo allenatore di quest'ultima squadra, raggiungendo un accordo in data 20 ottobre. Ad interim, il ruolo di allenatore sarebbe stato ricoperto da Lars Justesen. Il 24 novembre, Ove Pedersen è stato nominato nuovo tecnico dell'Hobro.
L'Hobro ha chiuso il campionato al 12º posto finale, retrocedendo pertanto in 1. Division. L'avventura nella coppa nazionale è terminata invece al terzo turno, con l'eliminazione per mano del Roskilde. I calciatori più utilizzati in stagione sono stati Jonas Damborg e Jesper Rask, entrambi a quota 31 presenze. Mayron George è stato invece il miglior marcatore con 9 reti, tutte realizzate in campionato.

## Maglie e sponsor
Lo sponsor tecnico per la stagione 2015-2016 è stato Puma, mentre lo sponsor ufficiale è stato Spar Nord. La divisa casalinga era composta da una maglietta gialla con strisce orizzontali nere, pantaloncini neri e calzettoni neri. Quella da trasferta era invece completamente nera, con inserti bianchi.
| Casa | Trasferta |

## Rosa
| N. |                       | Ruolo | Calciatore              |
| -- | --------------------- | ----- | ----------------------- |
| 1  | Danimarca (bandiera)  | P     | Jesper Rask             |
| 2  | Danimarca (bandiera)  | D     | Anders Egholm           |
| 3  | Danimarca (bandiera)  | D     | Jesper Bøge             |
| 4  | Danimarca (bandiera)  | D     | Jacob Tjørnelund        |
| 5  | Danimarca (bandiera)  | C     | Rasmus Christensen      |
| 7  | Danimarca (bandiera)  | C     | Hans Henrik Andreasen   |
| 7  | Danimarca (bandiera)  | D     | Rasmus Ingeman          |
| 8  | Senegal (bandiera)    | C     | Tidiane Sane            |
| 9  | Norvegia (bandiera)   | A     | Pål Alexander Kirkevold |
| 9  | Danimarca (bandiera)  | A     | Morten Beck             |
| 10 | Costa Rica (bandiera) | A     | Mayron George           |
| 11 | Danimarca (bandiera)  | C     | Mads Jessen             |
| 12 | Danimarca (bandiera)  | C     | Jonas Damborg           |
| 13 | Danimarca (bandiera)  | D     | Mads Justesen           |
| 14 | Danimarca (bandiera)  | C     | Thomas Hansen           |
| 15 | Zimbabwe (bandiera)   | C     | Tanaka Chinyahara       |

| N. |                          | Ruolo | Calciatore             |
| -- | ------------------------ | ----- | ---------------------- |
| 16 | Danimarca (bandiera)     | P     | Alexander Nybo         |
| 17 | Danimarca (bandiera)     | D     | Rune Hastrup           |
| 18 | Danimarca (bandiera)     | D     | Michael Christensen    |
| 18 | Zimbabwe (bandiera)      | D     | Ronald Pfumbidzai      |
| 19 | Danimarca (bandiera)     | A     | Anders Holvad          |
| 20 | Danimarca (bandiera)     | C     | Mathias Bersang        |
| 21 | Francia (bandiera)       | A     | Wilfried Domoraud      |
| 22 | Corea del Sud (bandiera) | A     | Park Jung-Bin          |
| 23 | Stati Uniti (bandiera)   | D     | Babajide Ogunbiyi      |
| 23 | Danimarca (bandiera)     | D     | Christoffer Østergaard |
| 25 | Danimarca (bandiera)     | C     | Kasper Povlsen         |
| 26 | Danimarca (bandiera)     | C     | Martin Mikkelsen       |
| 27 | Danimarca (bandiera)     | A     | Gökcan Kaya            |
| 33 | Mali (bandiera)          | D     | Adama Tamboura         |
| 80 | Zimbabwe (bandiera)      | A     | Quincy Antipas         |

## Calciomercato

### Sessione estiva
| Arrivi | Arrivi                  | Arrivi       | Arrivi     |
| R.     | Nome                    | da           | Modalità   |
| ------ | ----------------------- | ------------ | ---------- |
| P      | Alexander Nybo          |              | svincolato |
| D      | Ronald Pfumbidzai       | CAPS Utd     | definitivo |
| C      | Tanaka Chinyahara       | Bidvest Wits | definitivo |
| C      | Kasper Povlsen          |              | svincolato |
| C      | Tidiane Sane            |              | svincolato |
| A      | Mayron George           | Limón        | definitivo |
| A      | Gökcan Kaya             | Randers      | definitivo |
| A      | Pål Alexander Kirkevold | Mjøndalen    | definitivo |
| A      | Park Jung-Bin           | Karlsruhe    | definitivo |

| Partenze | Partenze        | Partenze               | Partenze   |
| R.       | Nome            | a                      | Modalità   |
| -------- | --------------- | ---------------------- | ---------- |
| P        | Martin Pedersen |                        | ritiro     |
| C        | Mathias Schlie  | Valur                  | prestito   |
| C        | Martin Thomsen  |                        | svincolato |
| C        | Mikkel Thygesen |                        | svincolato |
| A        | Mikkel Beckmann |                        | ritiro     |
| A        | Dennis Høegh    |                        | svincolato |
| A        | Mads Hvilsom    | Eintracht Braunschweig | definitivo |
| A        | Ruben Nygaard   |                        | svincolato |

### Tra le due sessioni
| Arrivi | Arrivi         | Arrivi | Arrivi     |
| R.     | Nome           | da     | Modalità   |
| ------ | -------------- | ------ | ---------- |
| D      | Adama Tamboura |        | svincolato |

| Partenze | Partenze | Partenze | Partenze |
| R.       | Nome     | a        | Modalità |
| -------- | -------- | -------- | -------- |

### Sessione invernale
| Arrivi           | Arrivi                | Arrivi   | Arrivi        |
| R.               | Nome                  | da       | Modalità      |
| ---------------- | --------------------- | -------- | ------------- |
| D                | Michael Christensen   |          | svincolato    |
| D                | Babajide Ogunbiyi     | Viborg   | definitivo    |
| C                | Hans Henrik Andreasen | Esbjerg  | definitivo    |
| A                | Wilfried Domoraud     |          | svincolato    |
| A                | Anders Holvad         | Brabrand | definitivo    |
| Altre operazioni |                       |          |               |
| R.               | Nome                  | da       | Modalità      |
| C                | Mathias Schlie        | Valur    | fine prestito |

| Partenze | Partenze               | Partenze     | Partenze   |
| R.       | Nome                   | a            | Modalità   |
| -------- | ---------------------- | ------------ | ---------- |
| D        | Rasmus Ingeman         | Brabrand     | definitivo |
| D        | Christoffer Østergaard | Brabrand     | definitivo |
| D        | Ronald Pfumbidzai      | CAPS Utd     | definitivo |
| D        | Adama Tamboura         |              | svincolato |
| C        | Mathias Schlie         |              | svincolato |
| A        | Morten Beck            | KR Reykjavík | definitivo |

## Risultati

### Superligaen
| Arbitro: | Burchardt (Varde) |

|                                         |           |  |
| Festersen 24’ Greve 66’ Falk Jensen 83’ | Marcatori |  |

| Arbitro: | Mogensen (Silkeborg) |

|  |           |                |
|  | Marcatori | 90'+2’ Risgård |

| Arbitro: | Kehlet (Aarhus) |

|  |           |                                |
|  | Marcatori | 31’ Jessen 40’ (aut.) Hrádecký |

| Arbitro: | Kjærsgaard-Andersen (Copenaghen) |

|            |           |              |
| George 80’ | Marcatori | 60’ Veldmate |

| Arbitro: | Kristoffersen (Brædstrup) |

|                             |           |  |
| Bechmann 37’, 47’ Kløve 45’ | Marcatori |  |

| Arbitro: | Burchardt (Varde) |

|            |           |                                      |
| Hansen 45’ | Marcatori | 20’ Þórarinsson 45'+1’, 87’ Bruninho |

| Arbitro: | Rasmussen (Odense) |

|               |           |  |
| Pušić 9’, 46’ | Marcatori |  |

| Hobro 11 settembre 2015, ore 18:00 8ª giornata | Hobro         | 0 – 3 referto | Aarhus | DS Arena (3.350 spett.)\| Arbitro: \| Maae (Aarhus) \| |
| Arbitro:                                       | Maae (Aarhus) |               |        |                                                        |

| Arbitro: | Tykgaard (Holstebro) |

|               |           |  |
| Cornelius 84’ | Marcatori |  |

| Arbitro: | Mogensen (Silkeborg) |

|                          |           |                           |
| Kirkevold 11’ Hansen 25’ | Marcatori | 50’, 90'+4’ Bille Nielsen |

| Arbitro: | Kristoffersen (Brædstrup) |

|                         |           |         |
| Borring 12’ Masango 85’ | Marcatori | 3’ Park |

| Arbitro: | Kehlet (Aarhus) |

|                             |           |            |
| Santander 32’ Kusk 58’, 68’ | Marcatori | 80’ George |

| Arbitro: | Christoffersen (Virum) |

|                                |           |           |
| George 33’, 45'+3’ Bøge 45'+1’ | Marcatori | 90’ Olsen |

| Arbitro: | Johansen (Copenaghen) |

|                                                                           |           |  |
| Pedersen 34’ Spalvis 45'+1’, 72’ Enevoldsen 58’ Thrane 88’ Jönsson 90'+2’ | Marcatori |  |

| Arbitro: | Tykgaard (Holstebro) |

|  |           |          |
|  | Marcatori | 66’ John |

| Arbitro: | Kristoffersen (Brædstrup) |

|                                                |           |                                             |
| Söder 21’ Lekven 65’ Rise 82’ van Buren 90'+3’ | Marcatori | 7’, 46’ George 11’ Tjørnelund 19’ Kirkevold |

| Arbitro: | Maae (Aarhus) |

|                            |           |  |
| Absalonsen 38’, 86’ (rig.) | Marcatori |  |

| Hobro 5 dicembre 2015, ore 16:00 18ª giornata | Hobro           | 0 – 0 referto | Randers | DS Arena (2.423 spett.)\| Arbitro: \| Kehlet (Aarhus) \| |
| Arbitro:                                      | Kehlet (Aarhus) |               |         |                                                          |

| Arbitro: | Christoffersen (Virum) |

|             |           |  |
| Wilczek 66’ | Marcatori |  |

| Arbitro: | Maae (Aarhus) |

|  |           |                                                      |
|  | Marcatori | 28’, 40’ Curth 48’ Thorsen 51’, 72’ Deblé 61’ Kamper |

| Arbitro: | Rasmussen (Odense) |

|                               |           |  |
| Hassan 2’ Pušić 51’ Ureña 85’ | Marcatori |  |

| Arbitro: | Tykgaard (Holstebro) |

|  |           |                              |
|  | Marcatori | 49’ Jacobsen 72’ Falk Jensen |

| Arbitro: | Kristoffersen (Brædstrup) |

|           |           |             |
| Olsen 41’ | Marcatori | 70’ Povlsen |

| Arbitro: | Kjærsgaard-Andersen (Copenaghen) |

|  |           |                  |
|  | Marcatori | 62’, 75’ Thomsen |

| Arbitro: | Burchardt (Varde) |

|                         |           |                   |
| Mikkelsen 35’ Maxsø 66’ | Marcatori | 34’ (rig.) George |

| Arbitro: | Svedborg |

|                          |           |                      |
| Egholm 48’ Holvad 90'+2’ | Marcatori | 45'+1’, 73’ Schwartz |

| Arbitro: | Poulsen |

|            |           |                         |
| Egholm 14’ | Marcatori | 8’ Rømer 26’ Absalonsen |

| Arbitro: | Burchardt (Varde) |

|                      |           |  |
| Maâzou 60’ Ishak 62’ | Marcatori |  |

| Arbitro: | Rasmussen (Odense) |

|              |           |                                                                        |
| Ogunbiyi 41’ | Marcatori | 64’ (aut.) M. Christensen 70’ Kristensen 82’ Hassan 89’ (rig.) Poulsen |

| Arbitro: | Svedborg |

|  |           |              |
|  | Marcatori | 42’ Domoraud |

| Arbitro: | Kehlet (Aarhus) |

|                                       |           |                          |
| Park 9’ George 24’, 48’ Andreasen 69’ | Marcatori | 66’ Kadrii 85’ Jørgensen |

| Arbitro: | Svedborg |

|  |           |                       |
|  | Marcatori | 8’ Boysen 86’ Wilczek |

| Arbitro: | Maae (Aarhus) |

|              |           |  |
| Andersen 73’ | Marcatori |  |

### DBUs Landspokalturnering
| Arbitro: | Maae (Aarhus) |

|                                        |                      |                                         |
| Svensson Dehn Andersen Mikkelsen Nagel | Tiri di rigore 2 – 4 | Kaya R. Christensen Beck Hansen Povlsen |

| Arbitro: | Kjærsgaard-Andersen (Copenaghen) |

|                                                                          |                      |                                                                    |
| Brögger Lissau Ljuti Bech Steen Hansen Nielsen Möller Christensen Hansen | Tiri di rigore 7 – 6 | Kirkevold Bersang Park Ingeman Jessen George Pfumbidzai Østergaard |

## Statistiche

### Statistiche di squadra
| Competizione             | Punti | In casa | In casa | In casa | In casa | In casa | In casa | In trasferta | In trasferta | In trasferta | In trasferta | In trasferta | In trasferta | Totale | Totale | Totale | Totale | Totale | Totale | DR  |
| Competizione             | Punti | G       | V       | N       | P       | Gf      | Gs      | G            | V            | N            | P            | Gf           | Gs           | G      | V      | N      | P      | Gf     | Gs     | DR  |
| ------------------------ | ----- | ------- | ------- | ------- | ------- | ------- | ------- | ------------ | ------------ | ------------ | ------------ | ------------ | ------------ | ------ | ------ | ------ | ------ | ------ | ------ | --- |
| Superligaen              | 18    | 16      | 2       | 4       | 10      | 15      | 34      | 17           | 2            | 2            | 13           | 11           | 36           | 33     | 4      | 6      | 23     | 26     | 70     | -44 |
| DBUs Landspokalturnering | -     | 0       | 0       | 0       | 0       | 0       | 0       | 2            | 0            | 2            | 0            | 0            | 0            | 2      | 0      | 2      | 0      | 0      | 0      | 0   |
| Totale                   | -     | 16      | 2       | 4       | 10      | 15      | 34      | 19           | 2            | 4            | 13           | 11           | 36           | 35     | 4      | 8      | 23     | 26     | 70     | -44 |

### Andamento in campionato
| Giornata  | 1  | 2  | 3 | 4 | 5  | 6  | 7  | 8  | 9  | 10 | 11 | 12 | 13 | 14 | 15 | 16 | 17 | 18 | 19 | 20 | 21 | 22 | 23 | 24 | 25 | 26 | 27 | 28 | 29 | 30 | 31 | 32 | 33 |
| --------- | -- | -- | - | - | -- | -- | -- | -- | -- | -- | -- | -- | -- | -- | -- | -- | -- | -- | -- | -- | -- | -- | -- | -- | -- | -- | -- | -- | -- | -- | -- | -- | -- |
| Luogo     | T  | C  | T | C | T  | C  | T  | C  | T  | C  | T  | T  | C  | T  | C  | T  | T  | C  | T  | C  | T  | C  | T  | C  | T  | C  | C  | T  | C  | T  | C  | C  | T  |
| Risultato | P  | P  | V | N | P  | P  | P  | P  | P  | N  | P  | P  | V  | P  | P  | N  | P  | N  | P  | P  | P  | P  | N  | P  | P  | N  | P  | P  | P  | V  | V  | P  | P  |
| Posizione | 12 | 11 | 9 | 9 | 12 | 12 | 12 | 12 | 12 | 12 | 12 | 12 | 12 | 12 | 12 | 12 | 12 | 12 | 12 | 12 | 12 | 12 | 12 | 12 | 12 | 12 | 12 | 12 | 12 | 12 | 12 | 12 | 12 |

Fonte:  Superligaen 2015/16, su altomfotball.no, Altomfotball.
Legenda:

Luogo: C = Casa; T = Trasferta. Risultato: V = Vittoria; N = Pareggio; P = Sconfitta.

### Statistiche dei giocatori
| Giocatore      | Superligaen | Superligaen | Superligaen | Superligaen | DBUs Landspokalturnering | DBUs Landspokalturnering | DBUs Landspokalturnering | DBUs Landspokalturnering | Coppe europee | Coppe europee | Coppe europee | Coppe europee | Altre coppe | Altre coppe | Altre coppe | Altre coppe | Totale   | Totale | Totale      | Totale     |
| Giocatore      | Presenze    | Reti        | Ammonizioni | Espulsioni  | Presenze                 | Reti                     | Ammonizioni              | Espulsioni               | Presenze      | Reti          | Ammonizioni   | Espulsioni    | Presenze    | Reti        | Ammonizioni | Espulsioni  | Presenze | Reti   | Ammonizioni | Espulsioni |
| -------------- | ----------- | ----------- | ----------- | ----------- | ------------------------ | ------------------------ | ------------------------ | ------------------------ | ------------- | ------------- | ------------- | ------------- | ----------- | ----------- | ----------- | ----------- | -------- | ------ | ----------- | ---------- |
| H. Andreasen   | 9           | 1           | 0           | 0           | -                        | -                        | -                        | -                        |               |               |               |               |             |             |             |             | 9        | 1      | 0           | 0          |
| Q. Antipas     | 5           | 0           | 1           | 0           | 0                        | 0                        | 0                        | 0                        |               |               |               |               |             |             |             |             | 5        | 0      | 1           | 0          |
| M. Beck        | 13          | 0           | 0           | 0           | 2                        | 0                        | 0                        | 0                        |               |               |               |               |             |             |             |             | 15       | 0      | 0           | 0          |
| M. Bersang     | 15          | 0           | 3           | 0           | 1                        | 0                        | 0                        | 0                        |               |               |               |               |             |             |             |             | 16       | 0      | 3           | 0          |
| J. Bøge        | 24          | 1           | 4           | 0           | 0                        | 0                        | 0                        | 0                        |               |               |               |               |             |             |             |             | 24       | 1      | 4           | 0          |
| T. Chinyahara  | 3           | 0           | 0           | 0           | 2                        | 0                        | 1                        | 0                        |               |               |               |               |             |             |             |             | 5        | 0      | 1           | 0          |
| M. Christensen | 11          | 0           | 2           | 0           | -                        | -                        | -                        | -                        |               |               |               |               |             |             |             |             | 11       | 0      | 2           | 0          |
| R. Christensen | 12          | 0           | 0           | 0           | 2                        | 0                        | 0                        | 0                        |               |               |               |               |             |             |             |             | 14       | 0      | 0           | 0          |
| J. Damborg     | 30          | 0           | 7           | 0           | 1                        | 0                        | 0                        | 0                        |               |               |               |               |             |             |             |             | 31       | 0      | 7           | 0          |
| W. Domoraud    | 12          | 1           | 1           | 0           | -                        | -                        | -                        | -                        |               |               |               |               |             |             |             |             | 12       | 1      | 1           | 0          |
| A. Egholm      | 13          | 2           | 2           | 0           | 0                        | 0                        | 0                        | 0                        |               |               |               |               |             |             |             |             | 13       | 2      | 2           | 0          |
| M. George      | 23          | 9           | 5           | 1           | 1                        | 0                        | 0                        | 0                        |               |               |               |               |             |             |             |             | 24       | 9      | 5           | 1          |
| T. Hansen      | 17          | 2           | 4           | 0           | 1                        | 0                        | 1                        | 0                        |               |               |               |               |             |             |             |             | 18       | 2      | 5           | 0          |
| R. Hastrup     | 13          | 0           | 2           | 0           | 2                        | 0                        | 0                        | 0                        |               |               |               |               |             |             |             |             | 15       | 0      | 2           | 0          |
| A. Holvad      | 11          | 1           | 1           | 0           | -                        | -                        | -                        | -                        |               |               |               |               |             |             |             |             | 11       | 1      | 1           | 0          |
| R. Ingeman     | 0           | 0           | 0           | 0           | 1                        | 0                        | 0                        | 0                        |               |               |               |               |             |             |             |             | 1        | 0      | 0           | 0          |
| M. Jessen      | 22          | 1           | 2           | 0           | 2                        | 0                        | 1                        | 0                        |               |               |               |               |             |             |             |             | 24       | 1      | 3           | 0          |
| M. Justesen    | 27          | 0           | 7           | 0           | 0                        | 0                        | 0                        | 0                        |               |               |               |               |             |             |             |             | 27       | 0      | 7           | 0          |
| G. Kaya        | 22          | 1           | 1           | 0           | 1                        | 0                        | 1                        | 0                        |               |               |               |               |             |             |             |             | 23       | 1      | 2           | 0          |
| P. Kirkevold   | 15          | 2           | 3           | 0           | 1                        | 0                        | 1                        | 0                        |               |               |               |               |             |             |             |             | 16       | 2      | 4           | 0          |
| M. Mikkelsen   | 27          | 1           | 5           | 0           | 1                        | 0                        | 0                        | 0                        |               |               |               |               |             |             |             |             | 28       | 1      | 5           | 0          |
| A. Nybo        | 2           | -2          | 0           | 0           | 2                        | -0                       | 0                        | 0                        |               |               |               |               |             |             |             |             | 4        | -2     | 0           | 0          |
| B. Ogunbiyi    | 14          | 1           | 1           | 0           | -                        | -                        | -                        | -                        |               |               |               |               |             |             |             |             | 14       | 1      | 1           | 0          |
| C. Østergaard  | 1           | 0           | 0           | 0           | 2                        | 0                        | 1                        | 0                        |               |               |               |               |             |             |             |             | 3        | 0      | 1           | 0          |
| Park J.B.      | 22          | 2           | 4           | 0           | 1                        | 0                        | 1                        | 0                        |               |               |               |               |             |             |             |             | 23       | 2      | 5           | 0          |
| R. Pfumbidzai  | 0           | 0           | 0           | 0           | 2                        | 0                        | 0                        | 0                        |               |               |               |               |             |             |             |             | 2        | 0      | 0           | 0          |
| K. Povlsen     | 25          | 1           | 4           | 0           | 1                        | 0                        | 0                        | 0                        |               |               |               |               |             |             |             |             | 26       | 1      | 4           | 0          |
| J. Rask        | 31          | -68         | 0           | 0           | 0                        | -0                       | 0                        | 0                        |               |               |               |               |             |             |             |             | 31       | -68    | 0           | 0          |
| T. Sane        | 12          | 0           | 2           | 1           | 1                        | 0                        | 0                        | 0                        |               |               |               |               |             |             |             |             | 13       | 0      | 2           | 1          |
| A. Tamboura    | 8           | 0           | 3           | 0           | 0                        | 0                        | 0                        | 0                        |               |               |               |               |             |             |             |             | 8        | 0      | 3           | 0          |
| J. Tjørnelund  | 19          | 1           | 4           | 0           | 0                        | 0                        | 0                        | 0                        |               |               |               |               |             |             |             |             | 19       | 1      | 4           | 0          |